# Carlos Gómez (Eishockeyspieler)
Carlos Gómez (* 18. März 1992) ist ein mexikanischer Eishockeyspieler, der seit 2017 für die Mayan Astronomers in der Liga Mexicana Élite spielt.

## Karriere
Carlos Gómez begann seine Karriere als Eishockeyspieler bei San Jeronimo. 2012 wechselte er zu den Aztec Eagle Warriors in die halbprofessionellen Liga Mexicana Élite. Aber bereits nach einer Spielzeit kehrte er zu seinem Stammverein zurück. Von 2014 bis 2016 spielte er für die Mapaches. Seit 2017 steht er bei den Mayan Astronomers auf dem Eis.

### International
Im Juniorenbereich stand Gómez für Mexiko bei den U18-Weltmeisterschaften 2007 in der Division II und 2008 in der Division III sowie den U20-Weltmeisterschaften der Division II 2009 und 2012 auf dem Eis.
Mit der Herren-Nationalmannschaft nahm Gómez an den Weltmeisterschaften der Division II 2012, 2013, 2014, 2015, 2016, 2017 und 2019 teil. Er nahm auch an den Olympiaqualifikationen für die Winterspiele 2014 in Sotschi und 2018 in Pyeongchang, bei der die Mexikaner jeweils bereits in der Vorqualifikation scheiterten, teil. Beim Pan-amerikanischen Eishockeyturnier 2014, bei dem er mit seinem Team den zweiten Rang belegte, wurde er als bester Torschütze und Scorer ausgezeichnet. Auch 2015, als das Team Zweiter hinter Kolumbien wurde, 2016, als Mexiko erstmals der Sieg gelang, und 2017, als der Titel durch einen 2:1-Erfolg im entscheidenden Spiel gegen Kolumbien verteidigt werden konnte, nahm er mit Mexiko am Pan-amerikanischen Eishockeyturnier teil.

## Erfolge und Auszeichnungen
- 2008 Aufstieg in die Division II bei der U18-Weltmeisterschaft der Division III, Gruppe A
- 2014 Bester Torschütze und bester Scorer beim Pan-amerikanischen Eishockeyturnier
- 2016 Gewinn des Pan-amerikanischen Eishockeyturniers
- 2017 Gewinn des Pan-amerikanischen Eishockeyturniers